# Strana středu (Island)
Strana středu (islandsky Miðflokkurinn) je liberálně-populistická politická strana na Islandu založená v září 2017. Oddělila se od Progresivní strany kvůli sporům o vedení, když se dvě frakce rozhodly před parlamentními volbami v roce 2017 spojit v novou stranu. Jedná se o severskou agrární stranu a stejně jako mnoho jiných stran na Islandu je euroskeptická.

## Ideologie
Strana, která se sama prohlašuje za centristickou, se hlásí k liberalismu a populismu. Navrhuje reformu státního bankovního sektoru, zachování státního vlastnictví Landsbankinn a zároveň zpětné získání státního podílu v Arion Bank, kterou ovládají hedgeové fondy, a přerozdělení třetiny jejích akcií mezi Islanďany. Plánuje také prodat stávající vládní podíl ve společnosti Íslandsbanki. Strana podporuje zrušení indexace dluhů a je proti vstupu Islandu do Evropské unie.
Strana také navrhuje zlepšení trajektové dopravy a výstavbu nové univerzitní nemocnice.
Strana se postavila proti legislativě, která by rozšířila právo na potrat až do 22. týdne těhotenství. Strana se postavila proti legislativě, která by umožnila jednotlivcům definovat své vlastní pohlaví. Jeden z členů strany vyzval k výuce názorů popírajících klimatické změny ve veřejných školách. V roce 2021 Sigmundur Davíð vyzval islandskou vládu, aby převzala stejnou azylovou politiku jako Dánsko, tedy aby posílala žadatele o azyl do zemí mimo Evropu, dokud se jejich případ nevyřídí. Uvedl, že cílem této politiky je zajistit, aby do země nikdo nepřišel žádat o azyl.

## Podporovatelé
Podle průzkumu, který pro Morgunblaðið provedl v říjnu 2017 Výzkumný ústav sociálních věd Islandské univerzity, získala strana v parlamentních volbách v roce 2016 téměř polovinu podpory od příznivců Progresivní strany, další čtvrtinu od Strany nezávislosti a 13 % od liberální Reformní strany a strany Jasná budoucnost. Sigmundur Davíð tradičně přitahoval podporu díky svým nacionalistickým a populistickým názorům, ačkoli během kampaně v roce 2017 se k nim nevyjadřoval.

## Kontroverze
V prosinci 2018 unikla nahrávka, která zachytila čtyři poslance Strany středu, včetně předsedy strany Sigmundura Davíða, jak mluví o ženách a postižené ženě hanlivými výrazy. Skandál byl znám jako Klausturova aféra.
V říjnu 2021 Birgir Þórarinsson, který byl měsíc předtím zvolen na kandidátce Strany středu, oznámil, že opouští Stranu středu a vstupuje do Strany nezávislosti. Jako důvod svého odchodu ze strany uvedl skandál z roku 2018. Po Birgirově přeběhnutí zůstali Straně středu v parlamentu dva členové.

## Výsledky voleb
| Volby | Počet hlasů | Hlasy v % | Mandáty | Změna | Vládní angažmá |
| ----- | ----------- | --------- | ------- | ----- | -------------- |
| 2017  | 21 335      | 10,9      | 7/63    | ▬ 7   | v opozici      |
| 2021  | 10 879      | 5,5       | 3/63    | ▼ 4   | v opozici      |